# Betzdorf (Luxemburg)
Betzdorf (luxemburgisch Betzderⓘ) ist eine Gemeinde im Großherzogtum Luxemburg und gehört zum Kanton Grevenmacher.

## Zusammensetzung der Gemeinde
Die Gemeinde Betzdorf besteht aus den folgenden Ortschaften (in Klammern die Einwohnerzahl, Stand: 15. Oktober 2017):
- Berg (205)
- Betzdorf (254)
- Mensdorf (956)
- Olingen (438)
- Roodt-sur-Syr (1950)

Sie gehört folgenden Gemeindeverbänden an: CNI-Syrdall Schwemm, SIAEG, SICEC, SIDERE, SIDEST, SIGI, SIGRE, SITEG, SYVICOL.
Die Gemeindeverwaltung im Rathaus befindet sich in der Ortschaft Berg.
In Roodt-sur-Syr befindet sich seit 2011 ein Bestattungswald, der Rieder Bëschkierfecht. Die Gesamtfläche des Waldfriedhofs beträgt etwa 16 Hektar. Zunächst wurden 48 Eichen ausgewählt, unter denen Bestattungsurnen beigesetzt werden können. Das Projekt des ersten Bestattungswaldes in Luxemburg war entwickelt worden von der Gemeinde Betzdorf, die auch die Fläche zur Verfügung stellte, der Natur- und Forstverwaltung sowie den Organisationen Omega 90 und natur&ëmwelt.

## Verschiedenes

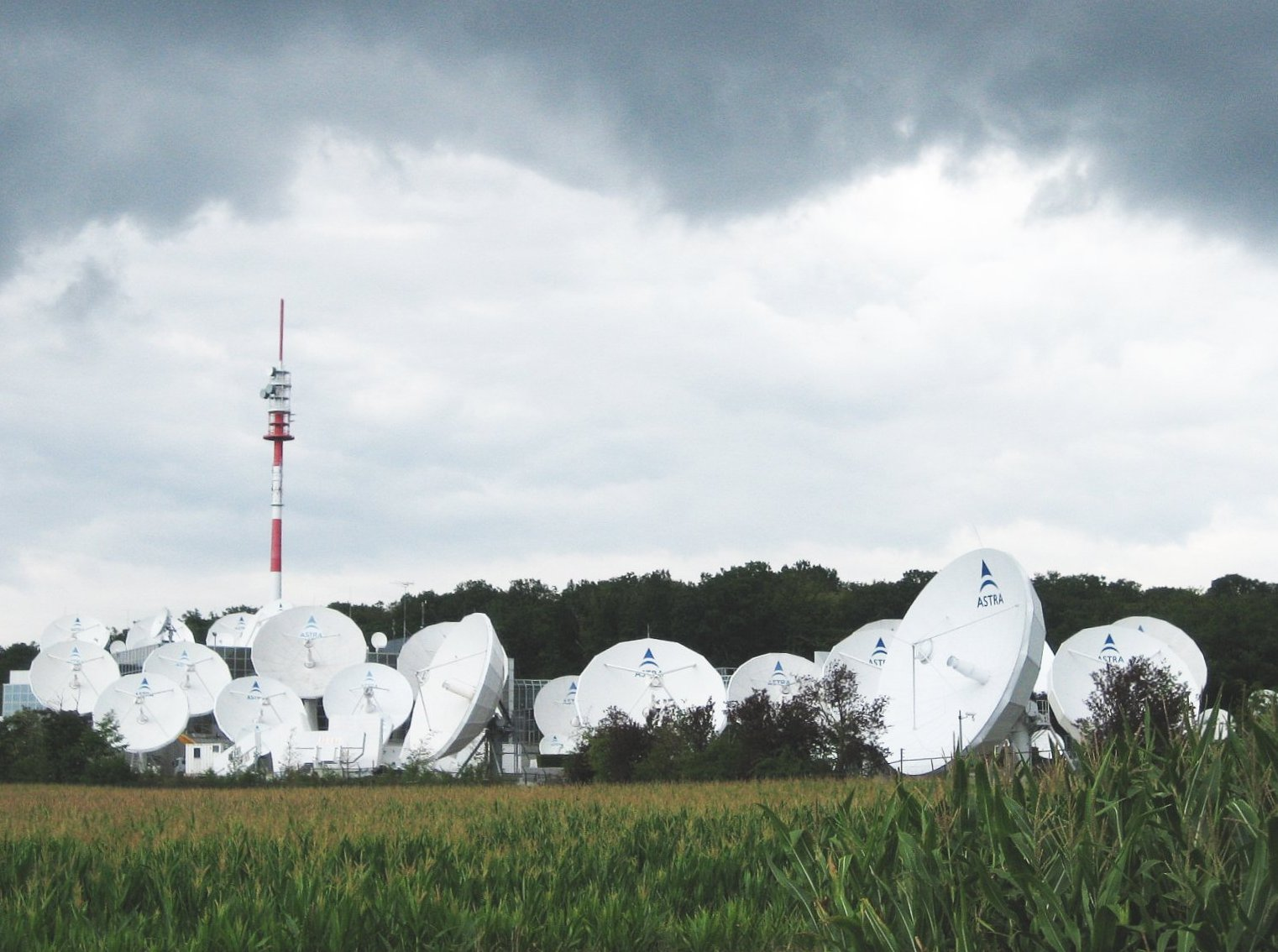
SES Astra

Auf Schloss Betzdorf wurden sämtliche Kinder von Großherzog Jean geboren:
- Prinzessin Marie-Astrid (17. Februar 1954)
- Großherzog Henri (16. April 1955)
- Prinz Jean und Prinzessin Margaretha (15. Mai 1957)
- Prinz Guillaume (1. Mai 1963)

Mittlerweile hat SES S.A., der weltweit größte Satellitenbetreiber außerhalb der USA, seinen Hauptsitz auf Schloss Betzdorf.

## Verkehr
Betzdorf und Roodt/Syr besitzen jeweils einen Bahnhof an der Bahnstrecke Luxemburg–Wasserbillig, welcher von den Regionalbahnzügen der Chemins de Fer Luxembourgeois stündlich angefahren wird. Die nächste Anschlussmöglichkeit an den RE11 (Luxembourg – Trier – Wittlich – Bullay – Cochem (Mosel) – Koblenz Hbf) besteht an den Bahnhöfen Sandweiler-Contern und Wasserbillig.